# Ingrid Krämer
Ingrid Krämer (Dresden, 29 juli 1943) is een voormalig Oost-Duits schoonspringster. Ze vertegenwoordigde haar vaderland op drie edities van de Olympische Zomerspelen: Rome 1960, Tokio 1964 en Mexico-Stad 1968. Krämer werd drie keer olympisch kampioen en twee keer Europees kampioen. Na haar actieve carrière begeleidde ze als coach diverse succesvolle schoonspringers.

## Biografie

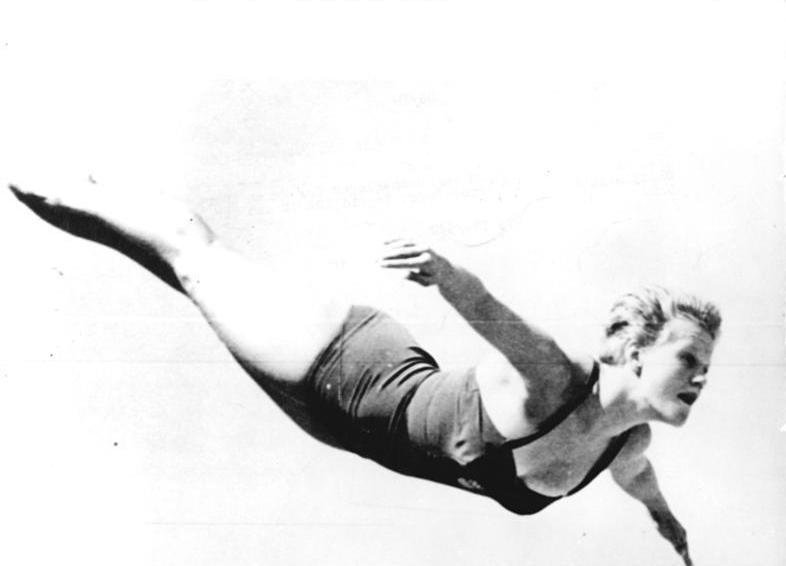
Krämer op de Olympische Zomerspelen van 1960 te Rome

Ingrid Krämer debuteerde op de EK van 1958 en werd vierde op het onderdeel 3 meter plank en achtste op de 10 meter toren. Ze won in 1960 olympisch goud op zowel de plank als de toren. Ze was hiermee de eerste niet-Amerikaanse schoonspringster die dit voor elkaar wist te krijgen. Nadat ze deze prestatie met overmacht herhaalde op de EK van 1962 werd ze op de Spelen van 1964 een grote favoriet om haar titels te prolongeren. Krämer slaagde hier alleen in op de plank en verloor nipt op de toren. Bij haar derde deelname aan de Olympische Spelen (Mexico-Stad 1968) nam ze alleen deel aan het onderdeel plank, en werd er vijfde.
Ze nam met drie verschillende namen deel aan de Olympische Spelen. In 1960 verscheen ze op de Spelen met haar meisjesnaam Krämer, terwijl ze in 1964 de naam van haar eerste echtgenoot (Engel) gebruikte en in 1968 die van haar tweede man (Gulbin). Ze werd in 1960 verkozen tot Sportvrouw van het Jaar in zowel Oost- als West-Duitsland, en van 1962 tot en met 1964 werd ze dit tevens in Oost-Duitsland. Na de Spelen van 1968 studeerde ze af als sportdocent en ging ze schoonspringers coachen. Bij haar pupillen waren talenten als Martina Jäschke, Beate Jahn, Jan Hempel, Michael Kühne, Heiko Meyer en Annett Gamm. Na de Duitse hereniging moest ze hiermee stoppen. Ze werkte later als bankbediende. Krämer werd in 1975, als eerste Oost-Duitse, toegevoegd aan de International Swimming Hall of Fame.

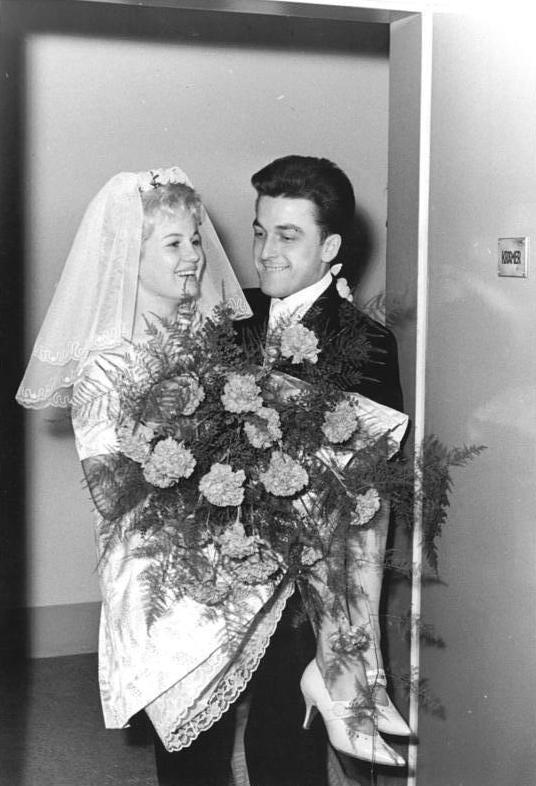
Krämer tijdens haar huwelijk met Hein Engel op 9 november 1963

## Privé
Krämer huwde in 1963 met gewichtheffer Hein Engel en in 1965, drie maanden na te zijn gescheiden, met Karl Gulbin.

## Erelijst
- Olympische Zomerspelen: 3x , 1x
- Europese kampioenschappen: 2x

1920 Aileen Riggin · 
1924 Elizabeth Becker · 
1928 Helen Meany · 
1932 Georgia Coleman · 
1936 Marjorie Gestring · 
1948 Victoria Draves · 
1952 Patricia McCormick · 
1956 Patricia McCormick · 
1960 Ingrid Krämer · 
1964 Ingrid Engel-Krämer · 
1968 Sue Gossick · 
1972 Micki King · 
1976 Jennifer Chandler · 
1980 Irina Kalinina · 
1984 Sylvie Bernier · 
1988 Gao Min · 
1992 Gao Min · 
1996 Fu Mingxia · 
2000 Fu Mingxia · 
2004 Guo Jingjing · 
2008 Guo Jingjing ·
2012 Wu Minxia ·
2016 Shi Tingmao ·
2020 Shi Tingmao ·
2024 Chen Yiwen
1912 Greta Johansson · 
1920 Stefanie Clausen · 
1924 Caroline Smith · 
1928 Elizabeth Becker-Pinkston · 
1932 Dorothy Poynton · 
1936 Dorothy Poynton · 
1948 Victoria Draves · 
1952 Patricia McCormick · 
1956 Patricia McCormick · 
1960 Ingrid Krämer · 
1964 Lesley Bush · 
1968 Milena Duchková · 
1972 Ulrika Knape · 
1976 Jelena Vajtsechovskaja · 
1980 Martina Jäschke · 
1984 Zhou Jihong · 
1988 Xu Yanmei · 
1992 Fu Mingxia · 
1996 Fu Mingxia · 
2000 Laura Wilkinson · 
2004 Chantelle Newbery · 
2008 Chen Ruolin · 
2012 Chen Ruolin · 
2016 Ren Qian · 
2020 Quan Hongchan · 
2024 Quan Hongchan
- Gemeinsame Normdatei: 118684779
- Virtual International Authority File: 45096442
- WorldCat: E39PBJhmK67GtGktMhb7qKTGpP